# Bryan Barrios
Bryan Josué Bernárdez Barrios (San Pedro Sula, 24 maggio 1994) è un calciatore honduregno, difensore dello Juticalpa.

## Carriera
Il 30 giugno 2020, il Linense, formazione spagnola della Segunda División B, ha annunciato la firma del giocatore a parametro zero dopo la scadenza del suo contratto con il Marathón. La durata del contratto era di un anno con l'opzione aggiuntiva per un altro anno a seconda delle prestazioni.
Il 23 gennaio 2021, ha interrotto il suo contratto con il Linense, a causa di problemi personali secondo i media spagnoli. Quindi il 1º febbraio successivo ha fatto ritorno in patria al Vida.

## Statistiche

### Presenze e reti nei club
Statistiche aggiornate al 15 gennaio 2022.
| Stagione        | Squadra         | Campionato      | Campionato | Campionato | Coppe nazionali | Coppe nazionali | Coppe nazionali | Coppe continentali | Coppe continentali | Coppe continentali | Altre coppe | Altre coppe | Altre coppe | Totale | Totale |
| Stagione        | Squadra         | Comp            | Pres       | Reti       | Comp            | Pres            | Reti            | Comp               | Pres               | Reti               | Comp        | Pres        | Reti        | Pres   | Reti   |
| --------------- | --------------- | --------------- | ---------- | ---------- | --------------- | --------------- | --------------- | ------------------ | ------------------ | ------------------ | ----------- | ----------- | ----------- | ------ | ------ |
| 2014-2015       | Parrillas One   | LN              | 7          | 0          |                 | -               | -               |                    | -                  | -                  |             | -           | -           | 7      | 0      |
| 2016-2017       | Marathón        | LN              | 12         | 0          |                 | -               | -               |                    | -                  | -                  |             | -           | -           | 12     | 0      |
| 2017-2018       | Marathón        | LN              | 29         | 0          |                 | -               | -               |                    | -                  | -                  |             | -           | -           | 29     | 0      |
| 2018-2019       | Marathón        | LN              | 28         | 1          |                 | -               | -               | CCL                | 2                  | 0                  |             | -           | -           | 30     | 1      |
| 2019-2020       | Marathón        | LN              | 24         | 0          |                 | -               | -               | CL                 | 2                  | 0                  |             | -           | -           | 26     | 0      |
| Totale Marathón | Totale Marathón | Totale Marathón | 93         | 1          |                 | -               | -               |                    | 4                  | 0                  |             | -           | -           | 97     | 1      |
| 2020-feb. 2021  | Linense         | SDB             | 8          | 0          | CR              | 1               | 0               |                    | -                  | -                  |             | -           | -           | 9      | 0      |
| feb.-mag. 2021  | Vida            | LN              | 9          | 1          |                 | -               | -               |                    | -                  | -                  |             | -           | -           | 9      | 1      |
| 2021-gen. 2022  | Vida            | LN              | 19         | 0          |                 | -               | -               |                    | -                  | -                  |             | -           | -           | 19     | 0      |
| Totale Vida     | Totale Vida     | Totale Vida     | 28         | 1          |                 | -               | -               |                    | -                  | -                  |             | -           | -           | 28     | 1      |
| gen.-mag. 2022  | Marathón        | LN              | 0          | 0          |                 | -               | -               |                    | -                  | -                  |             | -           | -           | 0      | 0      |
| Totale carriera | Totale carriera | Totale carriera | 136        | 2          |                 | 1               | 0               |                    | 4                  | 0                  |             | -           | -           | 141    | 2      |